# Falcileptoneta okinawaensis
Falcileptoneta okinawaensis är en spindelart som beskrevs av Komatsu 1972. Falcileptoneta okinawaensis ingår i släktet Falcileptoneta och familjen Leptonetidae. Inga underarter finns listade i Catalogue of Life.